# Compay Segundo

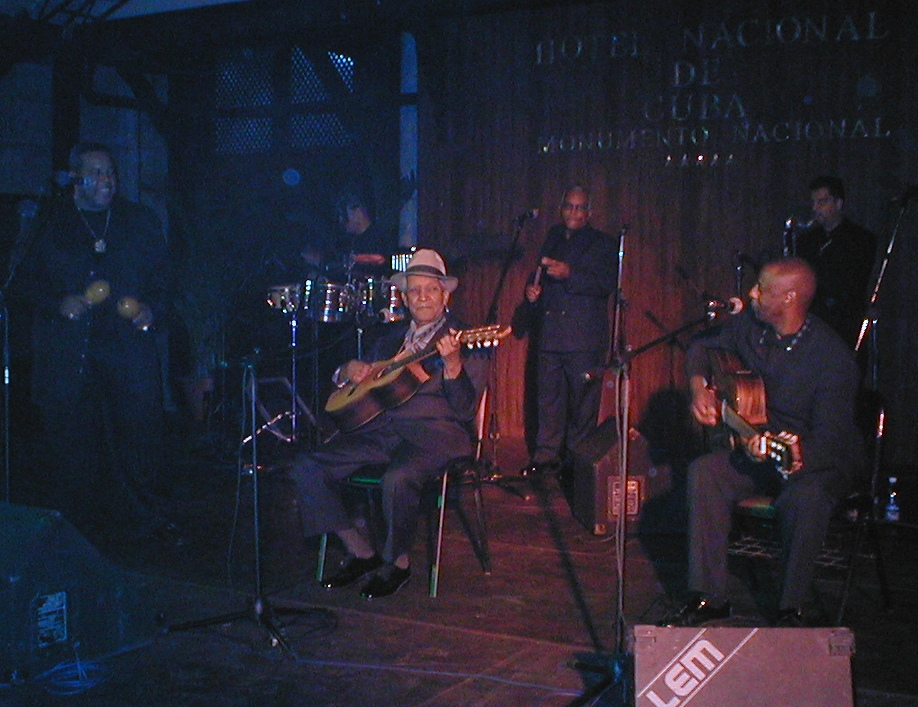
Compay Segundo, Hotel Nacional de Cuba

Compay Segundo, geboren als Máximo Francisco Repilado Muñoz (Siboney, nabij Santiago de Cuba, 18 november 1907 – Havana, 14 juli 2003), was een Cubaans muzikant en componist. Zijn artiestennaam komt voort uit 'Los Compadres', een duo bestaande uit hem en Lorenzo Hierrezuelo. Daarin zong hij altijd de tweede stem (segundo = tweede). Compay Segundo groeide op in de stad Santiago de Cuba.
Compay Segundo bespeelde de armònico, een zevensnarige gitaar waarbij de G-snaar is verdubbeld. Hij werd een populair componist en muzikant; zeer bekend bij liefhebbers van Cubaanse muziek. Echt beroemd werd hij pas in 1997 met het uitbrengen van het album Buena Vista Social Club in een samenwerking tussen de gelijknamige groep en de Amerikaanse gitarist/producent Ry Cooder dat diverse Grammy Awards won. Compay Segundo verscheen ook in de film met dezelfde titel van regisseur Wim Wenders.
Hij voorspelde dat hij 115 jaar oud zou worden maar overleed op 95-jarige leeftijd ten gevolge van nierproblemen.
- Bibsys: 1096421
- Biblioteca Nacional de España: XX1318211
- Bibliothèque nationale de France: cb13994342q (data)
- Catàleg d'autoritats de noms i títols de Catalunya: 981058518499206706
- Gemeinsame Normdatei: 124946135
- International Standard Name Identifier: 0000 0001 2279 9034
- Library of Congress Control Number: no98100767
- MusicBrainz: 8b8ab7a4-add8-4353-a586-e1086e521af8
- Nationale Bibliotheek van Tsjechië: js20031027008
- Nationale Bibliotheek van Israël: 987007337135805171
- Nederlandse Thesaurus van Auteursnamen: 185483305
- Istituto Centrale per il Catalogo Unico: LO1V184805
- LIBRIS: 257585
- Système universitaire de documentation: 079505597
- Virtual International Authority File: 6875149108418468780008
- WorldCat: E39PBJvHfwMcY9fG3dPBKR7GpP